# Aston Webb
Sir Aston Webb, RA FRIBA (Londra, 22 maggio 1849 – Londra, 21 agosto 1930), è stato un architetto britannico, che fu anche Presidente della Royal Academy.
È conosciuto in particolare per aver rimodellato la facciata principale di Buckingham Palace nel 1913, conferendole l'aspetto attuale.

## Biografia
Figlio dell'acquarellista Edward Webb (a sua volta allievo del paesaggista David Cox), Aston Webb nacque a Clapham, South London, il 22 maggio 1849 e iniziò il proprio apprendistato presso lo studio Banks & Barry dal 1866 al 1871; dopo tale esperienza viaggiò in Europa e in Asia. Tornò a Londra nel 1874.
Dall'inizio degli anni '80 dell'Ottocento, divenne membro del Royal Institute of British Architects (1883) ed iniziò a lavorare in collaborazione con Ingress Bell (1836–1914). La prima commissione di peso che ottenne fu la Victoria Law Courts di Birmingham (1886), la prima delle numerose opere pubbliche che portò avanti negli anni. Sul finire della sua carriera Webb venne assistito dai suoi figli, Maurice e Philip. Ralph Knott, fu suo allievo.
Morì a Kensington, Londra, il 21 agosto 1930.

### Onori e riconoscimenti

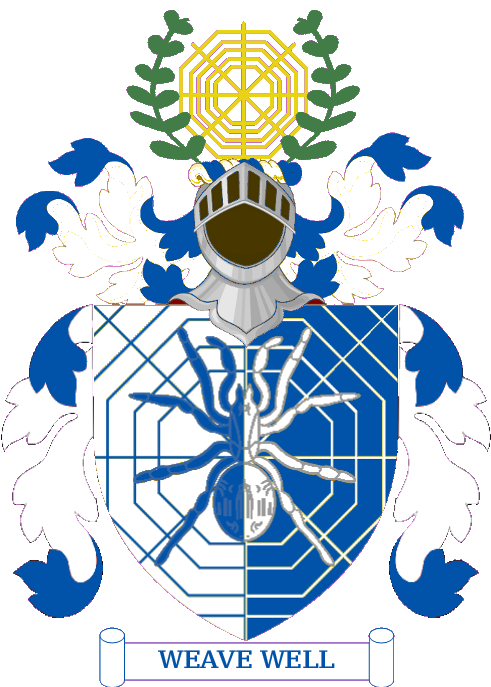
Stemma di Aston Webb.

Fu presidente della RIBA (1902–1904) e, dopo essere stato eletto membro effettivo della Royal Academy nel 1903, prestò servizio come vicepresidente dal 1919 al 1924. Ricevette la Royal Gold Medal for Architecture nel 1905 e fu il primo a ricevere la Gold Medal dell'American Institute of Architects nel 1907. Fu consigliere della London Society nel 1912.
Nel 1904 ottenne il titolo di cavaliere, nominato compagno dell'Ordine del Bagno nel 1909; e commendatore dell'Ordine Reale Vittoriano nel 1911, promosso poi a cavaliere commendatore nel 1914 e a cavaliere di gran croce nel 1925.
Nel 2011 una nuova strada costruita in prossimità dell'Università di Birmingham venne titolata in suo nome.

## Opere

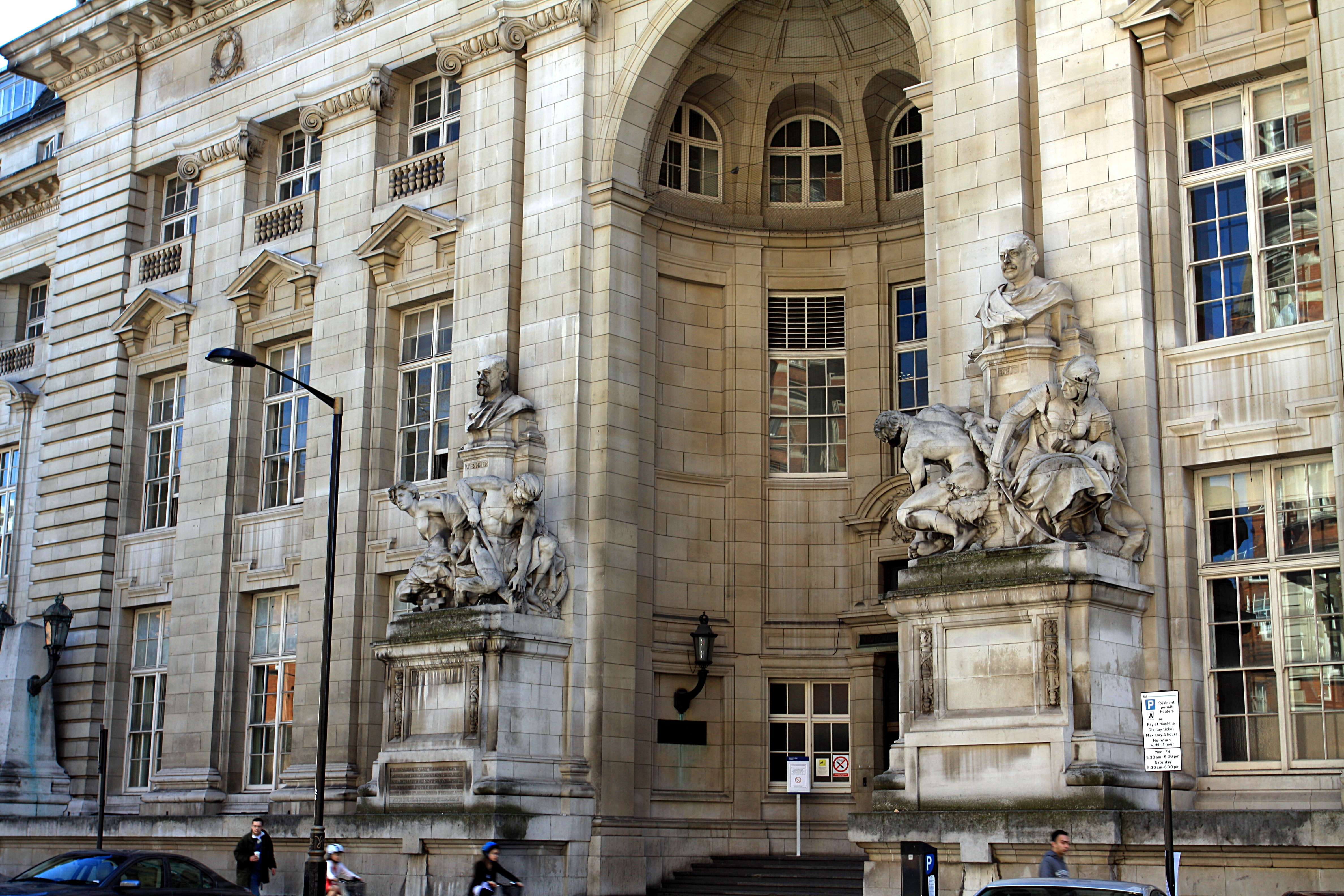
Imperial College London

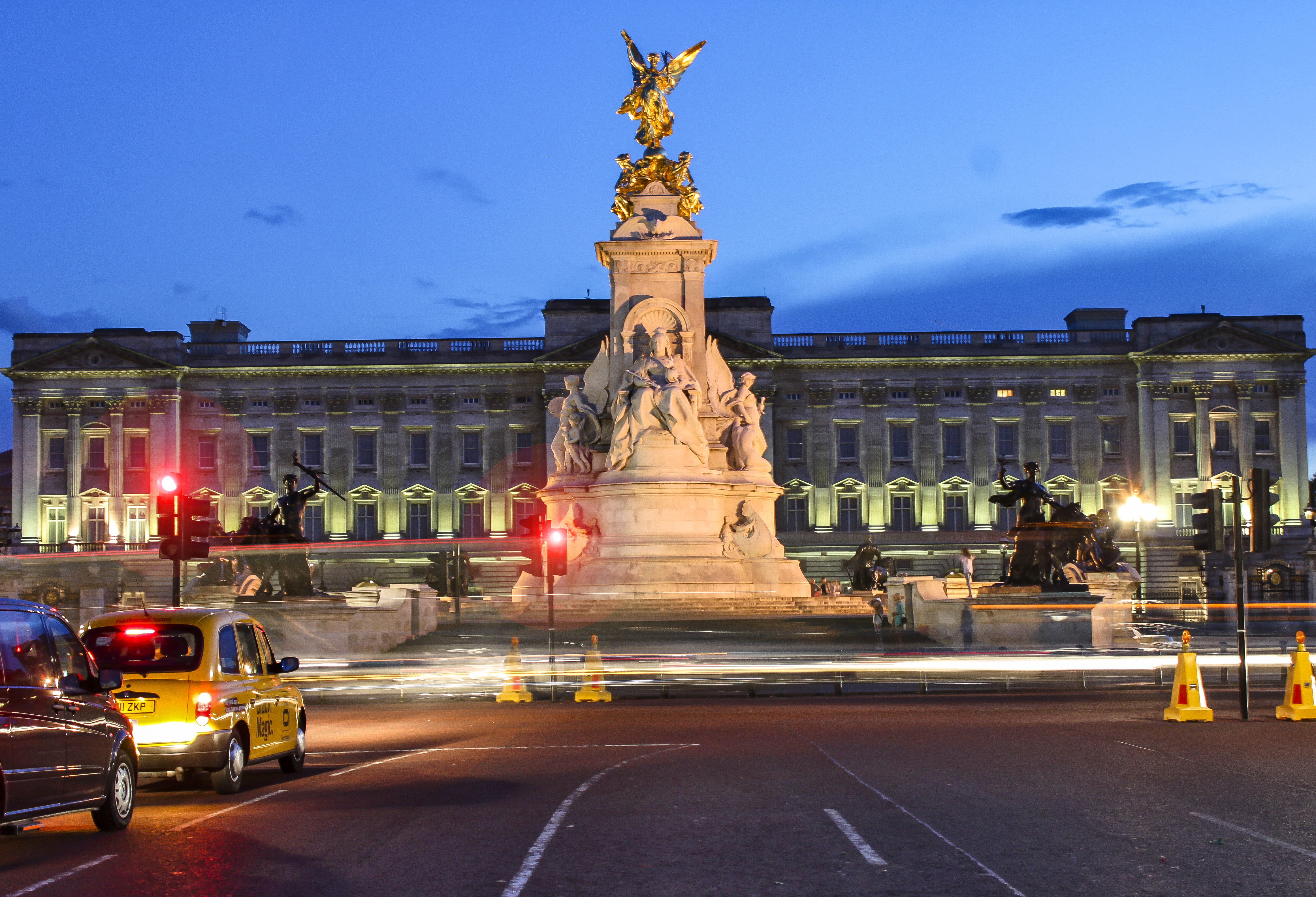
Buckingham Palace ed il Victoria Memorial

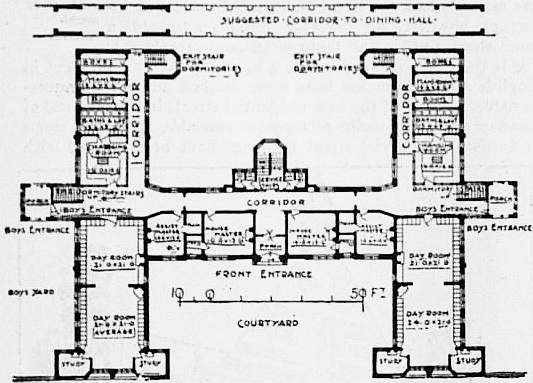
Disegno del piano terreno della Master's House del New Christ's Hospital (progetto di Webb e Bell).

Nel 1877 una delle prime opere realizzate da Webb fu la Royal Grammar School Worcester.
Nel 1881 disegnò il North Breache Manor nel Surrey, uno dei suoi progetti più stravaganti.
Una delle opere più importanti di Webb fu certamente il restauro della chiesa medievale di St Bartholomew-the-Great a Smithfield, Londra. Suo fratello Edward Alfred Webb era all'epoca custode della chiesa e fu probabilmente lui a procurargli questo lavoro. A Londra, ad ogni modo, Webb divenne particolarmente conosciuto per la progettazione di alcuni dei luoghi simbolo della capitale come il Victoria Memorial e The Mall, oltre alla facciata principale di Buckingham Palace che personalmente ridisegnò per Giorgio V nel 1913.
Webb disegnò nel 1891 anche la struttura principale del Victoria and Albert Museum (aperta poi nel 1909), la Royal United Services Institute, Whitehall (1893–95) nonché l'Admiralty Arch (1908–09). Progettò anche il Britannia Royal Naval College. Nel 1886 resturò la chiesa di San Giovanni Battista a Claines, Worcester. Costruì inoltre la chiesa di San Giorgio a Barbourne (Worcester) rimpiazzando una precedente struttura, nel 1895. Col socio Ingress Bell, estese la St Andrew's Church, a Fulham Fields, Londra, rimodellandone l'ingresso, costruendo la cappella mariana e compiendo altre opere di risistemazione del complesso.
Disegnò la Cattedrale della Trinità di Accra, Ghana.
Costruì nuove strutture per il Christ's Hospital doi Horsham, Sussex (1893–1902), la sede del Royal College of Science, South Kensington (1900–06), quella del King's College, Cambridge (1908), la Royal School of Mines, South Kensington (1909–13), la Royal Russell School, Coombe, Croydon, Surrey ed il Royal College of Science for Ireland.
Collaborò anche a rimodellare l'Università di Birmingham in stile neobizantino.